# 热着色菌属
热着色菌属為着色菌目着色杆菌科的一属细菌。此属的模式种且是唯一种为微温热着色菌(Thermochromatium tepidum)。

## 下属物种
- 微温热着色菌 Thermochromatium tepidum (Madigan 1986) Imhoff et al. 1998，也称紫色光合细菌或光合紫硫细菌。